# Chứng sợ ánh sáng
Chứng sợ ánh sáng / photophobia là một triệu chứng không dung nạp bất thường đối với nhận thức thị giác về ánh sáng. Là một triệu chứng y khoa, chứng sợ ánh sáng không phải là nỗi sợ hãi hay ám ảnh bệnh hoạn, mà là một trải nghiệm gây khó chịu hoặc đau cho mắt do tiếp xúc với ánh sáng hoặc do sự nhạy cảm thực tế của mắt, mặc dù thuật ngữ này đôi khi được áp dụng cho nỗi sợ hãi bất thường hoặc bất hợp lý của ánh sáng như hội chứng sợ ánh sáng. Thuật ngữ photophobia xuất phát từ tiếng Hy Lạp (phōs), có nghĩa là "ánh sáng", và φόβ ς phó (phóbos), có nghĩa là "sợ hãi". Chứng sợ ánh sáng là một triệu chứng phổ biến của hình ảnh tuyết (chấm sáng) trong thị giác.

## Triệu chứng
Chứng sợ ánh sáng nghiêm trọng hoặc mãn tính, chẳng hạn như trong chứng đau nửa đầu hoặc rối loạn co giật, có thể dẫn đến một người cảm thấy không khỏe với việc đau mắt, nhức đầu và/hoặc đau cổ. Những triệu chứng này có thể tồn tại trong nhiều ngày ngay cả sau khi người bệnh không còn tiếp xúc với nguồn ánh sáng gây khó chịu. Hơn nữa, một khi mắt đã bị nhạy cảm với nguồn sáng gây khó chịu (có thể xảy ra ngay cả khi phơi sáng trong thời gian ngắn), chúng có thể trở nên nhạy cảm hơn với sự đau đớn tột cùng khi tiếp xúc với ánh sáng.
Chứng sợ ánh sáng mãn tính cũng có thể ảnh hưởng xấu đến khả năng tương tác của một người trong môi trường xã hội và nơi làm việc. Ánh sáng trên cao có thể làm cho việc mua sắm trở thành một trải nghiệm rất đau đớn, hoặc làm cho bệnh nhân bị rối loạn chức năng tại nơi làm việc. Chiếu sáng tại văn phòng nhằm cho phép nhân viên hoàn thành công việc của họ có thể ngăn người mắc chứng sợ ánh sáng hoàn thành công việc và dẫn đến người đó bị đuổi việc. Các tác động về thể chất và tâm lý của việc bị đau liên tục và bị choáng ngợp trước ánh sáng rực rỡ mà đồng nghiệp không thể cảm nhận được cũng khiến một người mắc chứng sợ ánh sáng không thể có sự nghiệp thành công hoặc thậm chí không có khả năng kiếm sống. Như vậy, chứng sợ ánh sáng có thể là một rối loạn tàn nhẫn nhưng vô hình. Các yếu tố văn hóa liên quan đến bóng tối với tội ác, thiếu sự quan tâm hoặc đào tạo giữa các bác sĩ đa khoa hoặc chuyên gia, và sự thiếu quan tâm/hỗ trợ nghiên cứu y học trong khu vực cũng có xu hướng kỳ thị và cô lập bệnh nhân mắc chứng sợ ánh sáng, khiến họ dễ bị phân biệt đối xử tại nơi làm việc hoặc đối xử không công bằng/mất việc.